# Station Carrbridge
Station Carrbridge ((en)  Carrbridge railway station) is een spoorwegstation van de National Rail aan de Highland Main Line in het plaatsje Carrbridge in Schotland. Het station is eigendom van Network Rail en wordt beheerd door ScotRail. 

## Geschiedenis
Het station is op 8 juli 1892 tegelijk met de lijn naar Aviemore geopend. Pas 6 jaar later werd een directe treinverbinding met Inverness mogelijk met de voltooiing van de Inverness and Aviemore Direct Railway. Deze lijn maakte een directe verbinding tussen Inverness en Perth mogelijk.  

## Ongevallen

### Treinongeval bij Carrbridge
De Baddengorm Burn, een rivier, was op 18 juni 1914 uit zijn oevers getreden door een zwaar onweer ten noorden van de spoorlijn. Bij een spooerwegbrug over de Baddengorm Burn is toen een ongeluk gebeurd. Toen om 15:24 uur een trein aankwam, die in de richting Perth reed en de brug overstak, stond het water bij de brug al tot op het niveau van de sporen. De eerste twee rijtuigen haalden nog de overkant, maar toen het derde rijtuig zich op de brug bevond, begaven de fundamenten van de brug het door het kolkende water. Het derde rijtuig strandde nog op de noordelijke oever, maar het vierde rijtuig kwam in de rivier terecht. Vijf mensen overleefden het ongeval niet, vier mensen konden worden gered.

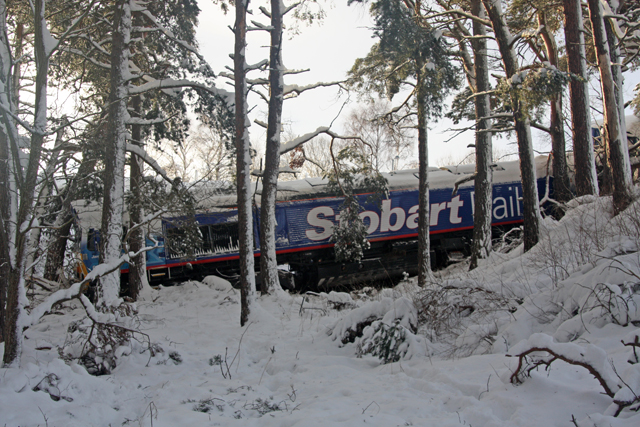
Treinontsporing op 4 januari 2010

### Treinontsporing
Op 4 januari 2010 ontspoorde een goederentrein ten noorden van Carrbridge, vermoedelijk door bevroren remmen. De chauffeur en mecanicien van de trein raakten hierbij lichtgewond. De lijn bleef gesloten tot 13 januari 2010.

## Dienstregeling
Er rijden vijf trein per dag noordwaarts richting Inverness. Vijf treinen per dag rijden zuidwaarts, hiervan rijdt er één door naar Glasgow, drie rijden door naar Edinburgh.